# حمام دم توركو

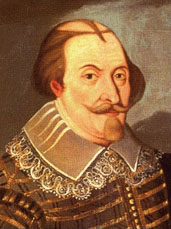

حمام دم توركو (بالفنلندية: Turun verilöyly؛ بالسويدية: Åbo blodbad) عملية إعدام علنية في 10 نوفمبر 1599 في مدينة توركو الفنلندية، التي كانت جزءاً من مملكة السويد، في سياق الحرب ضد سييسموند وحرب الهراوة. كانت السويد من قبل ثم في المرحلة النهائية من الحرب الأهلية ، مع فصيل واحد الملك سييسموند فاسا الذي كان أيضاً الملك والدوق الأكبر لبولندا وليتوانيا، وآخر فصيل يدعم كارل دوق سودرمانلند، لاحقاً الملك كارل التاسع، وعم سييسموند . بعد فوز اليد العليا في النزاع، سحق كارل المقاومة الأخيرة لحكمه، ولا سيما في فنلندا، في حين تراجع سييسموند بالفعل إلى بولندا.
كان أرفيد ستولارم وأكسل كورك على رأس القوى المعارضة لكارل في فنلندا، اللذان أصبحا سجيني كارل بعد استسلام قلعة توركو ومعاقل أخرى. إلى جانب سجناء آخرين ، بينهم ابنين لحاكم فنلندا السابق كلاوس فليمنغ، حوكموا من قبل هيئة محلفين جمعها أتباع كارل بسرعة، وحكم عليهم بالإعدام. ثـُم ضـُربت أعناق ابني فليمينغ واثني عشر آخرين في ساحة مبنى بلدية توركو، في حين أُرسل ستولارم وكورك إلى مدينة لينشوبين في السويد حيث حوكموا وأدينوا مرة أخرى مع غيرمه من زعماء المعارضة المحتجزين. وقد نجا ستولارم وكورك من حمام دم لينشوبين أيضاً.